# Cischweinfia
Cischweinfia – rodzaj roślin z rodziny storczykowatych (Orchidaceae). Obejmuje 11 gatunków występujących w Ameryce Południowej i Środkowej w Boliwii, Kolumbii, Kostaryce, Ekwadorze, Panamie, Peru.

## Systematyka
Rodzaj sklasyfikowany do podplemienia Oncidiinae w plemieniu Cymbidieae, podrodzina epidendronowe (Epidendroideae), rodzina storczykowate (Orchidaceae), rząd szparagowce (Asparagales) w obrębie roślin jednoliściennych.
Wykaz gatunków
- Cischweinfia colombiana Garay
- Cischweinfia dasyandra (Rchb.f.) Dressler & N.H.Williams
- Cischweinfia donrafae Dressler & Dalström
- Cischweinfia jarae Dodson & D.E.Benn.
- Cischweinfia nana Dressler
- Cischweinfia parva (C.Schweinf.) Dressler & N.H.Williams
- Cischweinfia platychila Garay
- Cischweinfia popowiana Königer
- Cischweinfia pusilla (C.Schweinf.) Dressler & N.H.Williams
- Cischweinfia pygmaea (Pupulin, J.Valle & G.Merino) M.W.Chase
- Cischweinfia rostrata Dressler & N.H.Williams